# Olli Mäki
Olli Mäki (ur. 22 grudnia 1936 w Kokkoli, zm. 6 kwietnia 2019 w Kirkkonummi) – fiński bokser.

## Kariera amatorska
W 1957 został wicemistrzem Europy (przegrał z Kazimierzem Paździorem) w wadze lekkiej (do 60 kg), a dwa lata później został mistrzem Europy (pokonał Kazimierza Paździora) w tej samej wadze.
Mistrz Finlandii w wadze do 57 kg z 1955 roku oraz w wadze do 60 kg z lat 1957–1959, a także trzeci zawodnik mistrzostw kraju w wadze do 57 kg z 1954 roku.

## Kariera zawodowca

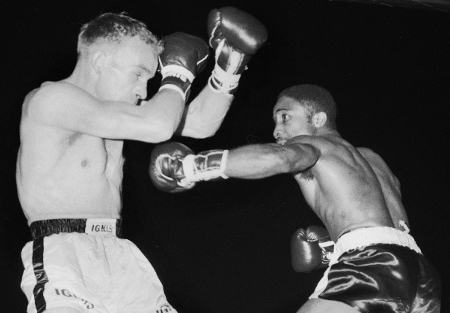
Walka Mäki – Moore (1962)

W 1960 roku przeszedł na zawodowstwo. Do 1973 roku stoczył 50 walk zawodowych, z których wygrał 28 (w tym 5 przez nokaut), przegrał 14 i 8 zremisował. 17 sierpnia 1962 walczył z mistrzem świata w wadze piórkowej, Daveyem Moore, jednakże został znokautowany w drugiej rundzie. 14 lutego 1964 wywalczył mistrzostwo Europy federacji EBU w wadze junior półśredniej po pokonaniu w Helsinkach Conny’ego Rudhofa. 5 października tegoż roku w stolicy Finlandii obronił pas po pokonaniu Aïssy Hashasa przez techniczny nokaut. 1 lutego 1967 we Frankfurcie ponownie zmierzył się z Rudhofem, tym razem przegrywając. 18 października 1968 walczył o pas tej samej federacji w wadze lekkiej, jednakże przegrał w Walencji z Pedro Carrasco.

## Dalsze losy, życie prywatne i upamiętnienie
Po zakończeniu kariery był trenerem w Kirkkonummen Nyrkkeilykerho. Żonaty z Raiją, z d. Jänkä, z którą miał syna Pekkę, który również został trenerem boksu oraz córkę Tiinę. W 2016 powstał film Olli Mäki. Najszczęśliwszy dzień jego życia (fiń. Hymyilevä mies), opowiadający o Mäkim.